# US Open 1989
Lo US Open 1989 è stata la 109ª edizione dello US Open e quarta prova stagionale dello Slam.Si è disputato dal 28 agosto al 10 settembre 1989 al USTA Billie Jean King National Tennis Center in Flushing Meadows di New York negli Stati Uniti. 
Il singolare maschile è stato vinto dal tedesco Boris Becker che si è imposto sul ceco Ivan Lendl in quattro set col punteggio di 7–6(2), 1–6, 6–3, 7–6(4). Il singolare femminile è stato vinto dalla tedesca Steffi Graf, che ha battuto in finale in tre set la statunitense Martina Navrátilová.
Nel doppio maschile si sono imposti John McEnroe e Mark Woodforde. Nel doppio femminile hanno trionfato Hana Mandlíková e Martina Navrátilová. 
Nel doppio misto la vittoria è andata a Robin White, in coppia con Shelby Cannon.

## Seniors

### Singolare maschile
Boris Becker ha battuto in finale  Ivan Lendl con il punteggio di 7–6(2), 1–6, 6–3, 7–6(4).
- È stato il suo 4º titolo del Grande Slam per Becker, il suo 1º (e unico) US Open.

### Singolare femminile
Steffi Graf ha battuto in finale  Martina Navrátilová con il punteggio di 3–6, 7–5, 6–1. 
- È stato l'8º titolo del Grande Slam per Steffi Graf e il suo 2º US Open.

### Doppio maschile
John McEnroe /  Mark Woodforde hanno battuto in finale  Ken Flach /  Robert Seguso con il punteggio di 6–4, 4–6, 6–3, 6–3.

### Doppio femminile
Hana Mandlíková /  Martina Navrátilová hanno battuto in finale  Mary Joe Fernández /  Pam Shriver con il punteggio di 5–7, 6–4, 6–4.

### Doppio misto
Robin White /  Shelby Cannon hanno battuto in finale  Meredith McGrath /  Rick Leach con il punteggio di 3–6, 6–2, 7–5.

## Juniors

### Singolare ragazzi
Jonathan Stark ha battuto in finale  Nicklas Kulti con il punteggio di 6–4, 6–1.

### Singolare ragazze
Jennifer Capriati ha battuto in finale  Rachel McQuillan con il punteggio di 6–2, 6–3.